# آگاتون

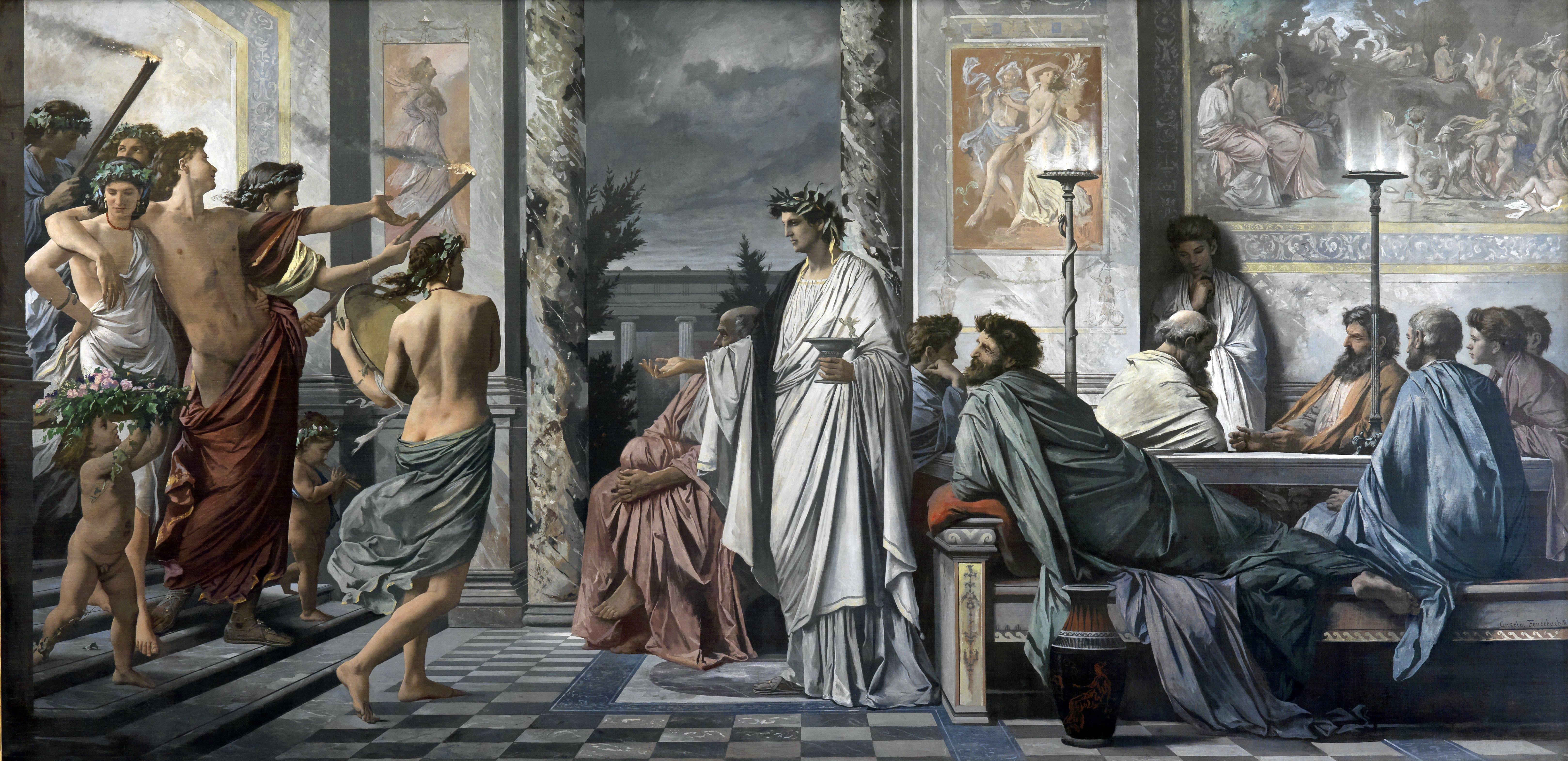
آگاتون

آگاتون(به یونانی: Ἀγάθων)،(به فرانسوی: Agathon) (۴۴۸-۴۰۰ (پیش از میلاد)) شاعر تراژدی پرداز آتنی یونان باستان بود. وی دوست افلاطون و اوریپیدس بود. او بیشتر از برای نمودش در تزموفوری آریستوفان و ضیافت افلاطون -که آن ضیافت به شادی دریافت نخستین جایزه ادبی یونان به آگاتون در ۴۱۶ قبل از میلاد گرفته‌شده‌بود- شناخته‌شده‌است.